# Hanwell (Londres)
Hanwell est une ville du Borough londonien d'Ealing, située au nord de Brentford, et à l'ouest d'Ealing.